# 100 éve született Edith Piaf (emlékblokk)
2015. május 8-án a Magyar Posta Zrt. bélyegblokkot bocsátott ki, melynek témája Édith Piaf 100. évfordulója volt. A bélyeget Hefelle Glória tervezte.

## Bélyegblokk
A bélyeg névértéke 325 forint. A blokkból 50 000 példány került forgalomba. A bélyegblokk a Pénzjegynyomdában készült, ofszetnyomtatással. Az elsőnapi bélyegzéshez használatos alkalmi borítékon egy mikrofon, és körülötte hangjegyek voltak, az alkalmi bélyegzőn pedig ez állt: "100 ÉVE SZÜLETETT EDITH PIAF".